# Petrus Rainutius
Petrus Rainutius (fl. XVIII secolo) è stato un giurista italiano del XVIII secolo.

De jure naufragii, 1778 (Fondazione Mansutti, Milano).

Era un nobile originario di Città di Castello, ma si riteneva anche cittadino di Volterra, come si evince dalla frase riportata in testa al frontespizio (Tifernum è il nome latino di Città di Castello) del suo unico lavoro noto, De jure naufragii, incentrato sullo studio del naufragio e sulle sue conseguenze economiche, con un capitolo interamente dedicato all'assicurazione. L'opera, pubblicata a Lucca nel 1778 (prima e unica edizione attestata), è dedicato al plenipotenziario Carlo Firmian, il quale inserì il volume nella propria biblioteca.